# ルカ・バドエル
ルカ・バドエル（Luca Badoer, 1971年1月25日 - ）は、イタリア・トレヴィーゾ県モンテベッルーナ出身のレーシングドライバー。1992年の国際F3000選手権チャンピオン。フェラーリのテストドライバーとしてミハエル・シューマッハのワールドチャンピオン黄金期を影から支えた。

## 略歴
バドエル家は非常に裕福な一族であり、その子息として良い環境に育った。幼少期から乗馬の英才教育を受け、本人曰く「レースをしてる時は攻撃的な性格に思われることが多いけど、本質的には争い事は好きではないし至って温和な人間だと思うよ。」と自身を語っている。

### カート/F3
レーシングカートでデビューし、1988年にイタリアの国際100ccクラスチャンピオンとなり、1990年にはイタリアF3選手権にステップアップ。最終戦でF3初優勝をあげた。1991年にもイタリアF3選手権に参戦し4戦で優勝する。

### F3000
1992年に国際F3000選手権にステップアップし、クリプトンチームから参戦。シーズン後半に連勝し当時史上最年少でF3000チャンピオンを獲得し注目を浴びた。国際F3000を20歳の若さで制したことから、次世代を担うドライバーと期待されたが、F1ステップアップ初年度にその年のF1で最も遅いマシンに乗ってしまったことが、その後の彼のキャリアを大きく狂わせることになった。また、年末にモナコで行われたエキシビジョンのカート大会で熱くなりすぎ、ジャンニ・モルビデリと接触クラッシュし鎖骨を骨折するという失策があった。

### F1

#### 1993年
当初はティレルからのF1デビューを目論んでいたが合意に至らず、ローラ製シャシーを使用して参戦するBMSスクーデリア・イタリアと契約しF1デビュー。おそらくその年最も遅かったであろうローラのシャシーと、信頼性が欠如した型遅れのフェラーリ製V12エンジンの組み合わせながら、チームメイトの大ベテランミケーレ・アルボレートに予選で8勝6敗と勝ち越し、サンマリノGPでは入賞間近の7位完走を果たしたが、チーム自体がシーズンを通してテールエンダーとして存在した苦いシーズンとなった。チームは資金難から終盤2戦を残して撤退。ミナルディとの合併を選んだため、1年でシートを喪失する。

#### 1994年 - 1996年

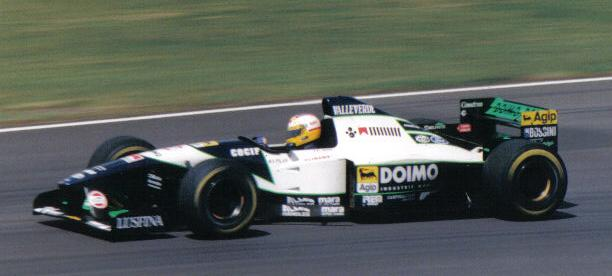
1995年イギリスGPにて、ミナルディ・M195を駆るバドエル

1994年はレギュラーシートが得られず、合併したミナルディのテストドライバーとなる。
1995年、前年限りで引退したアルボレートの後任として、空席となったミナルディのレギュラーシートを獲得。開幕前は期待されたが、資金不足が影響しカナダGPとハンガリーGPでの8位がベストリザルトだった。
1996年、前年よりF1参戦を開始した新興チームフォルティ・コルセのシートを獲得し移籍。しかし運営資金に乏しいチームで苦戦し、アルゼンチンGPではペドロ・ディニスに追突されて横転。脚を痛めるなど散々なシーズンとなり、資金不足が解消しなかったチームは第10戦イギリスGPを最後にF1から撤退。バドエルはシートを失った。

#### 1997年 - 1999年
1997年からはスクーデリア・フェラーリのテストドライバーを務める事になり、1997年と1998年は、レースに出場せずスクーデリア・フェラーリのテストドライバーとしてマシン開発に専念することとなった。1999年はフェラーリの支援もあり、フェラーリでのテスト契約を継続しつつ、ミナルディからF1の実戦に復帰した（テスト走行中に右手を骨折し第2戦は欠場）。同年のイギリスGPでフェラーリのエースであるミハエル・シューマッハがクラッシュし足を骨折、長期欠場する事態となった。
フェラーリのF1マシンを最もよく知るドライバーとして代役に抜擢される最大のチャンスが訪れたが、ミナルディでのチームメイトであるマルク・ジェネとの比較で下回る走りしかできていなかったことから、フェラーリはシューマッハーの代役にアロウズのシートを失い浪人中のミカ・サロを指名した。バドエルはこの出来事を「とても失望した。スクーデリア・フェラーリがあの時、僕にシューマッハの代役を要求してくれなかったことはキャリアの中で最低の出来事だった」と語っている。
この年は荒れたヨーロッパGPで一時4位まで浮上するなど見せ場も皆無ではなかったが、マシンの戦闘力不足からノーポイントに終わった。翌年、F1レギュラーシートの獲得が難しくなったバドエルは、残りのレーシングドライバー人生をフェラーリのテストドライバーとして過ごすことを決意する。

#### 2000年 - 2010年

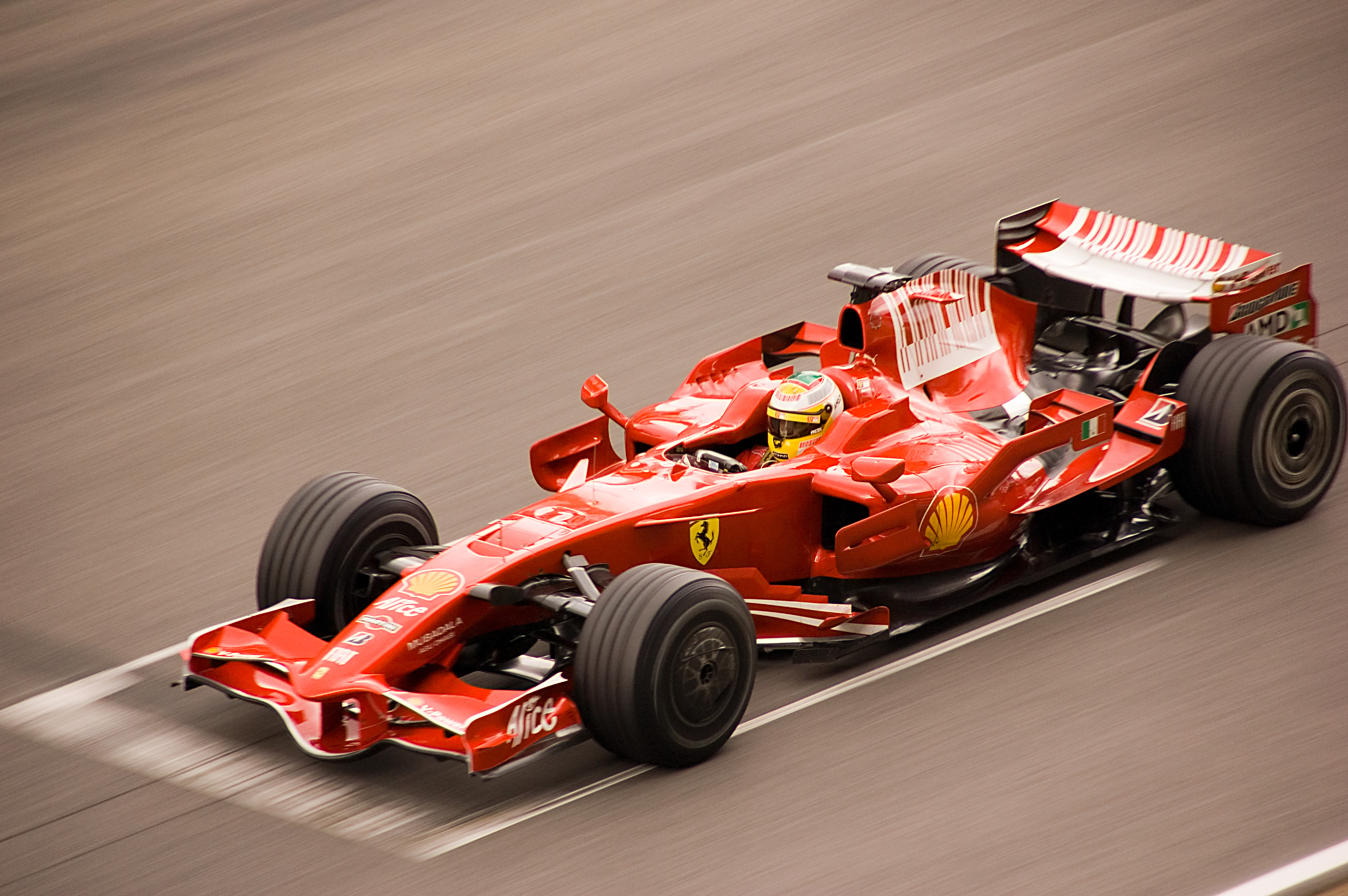
バルセロナにおけるテストにて（2008年）

バドエルがテストドライバーであった期間にフェラーリは7回ものワールドチャンピオンに輝いており、バドエルはマシン開発において大きく貢献しているとして高い評価を得た。またレースウィークは全戦に帯同していた。テストドライバーではフィオラノサーキットやムジェロ・サーキットなどでテスト走行をしていた。フェラーリのテストドライバーのキャリアとしてはチーム史上最も長く、後に「車を理解する能力に優れ、エンジニアからの評判もすこぶる良かった」とステファノ・ドメニカリに評されている。2006年には、トリノオリンピックの開会式でフェラーリF1マシンを走らせている。
2009年には、空力付加物の大幅な制限やKERSの導入によりシャシー性能が従来と大きく性格の異なるものとなったが、この年からシーズン中の実走行テストが禁止となり、バドエルはシーズン前のわずかな期間しか開発に関わることが出来なくなった。シーズン中の開発はレースウィークの金曜フリー走行でのレギュラードライバーによる実走行がテストの変わりとなり、従来テストドライバーと呼ばれていたドライバー達は、リザーブ(補欠、予備)ドライバーとなりシャシーに対する習熟が無くなってしまう。
そのような状態で、レギュラードライバーのフェリペ・マッサがハンガリーGPで前車の落下物で頭部を負傷したことでしばらく欠場、その代役としてバドエルは翌戦のヨーロッパGPと、続くベルギーGPで10年ぶりにフェラーリからF1の実戦に復帰する事となった。1994年サンマリノGPのニコラ・ラリーニ以来、約15年ぶりのフェラーリを操るイタリア人ドライバーとなった。そして1999年のシューマッハ負傷欠場の際には果たせなかった無念を晴らす機会が巡って来たとも思われた。
しかし復帰戦のヨーロッパGPにおいては、

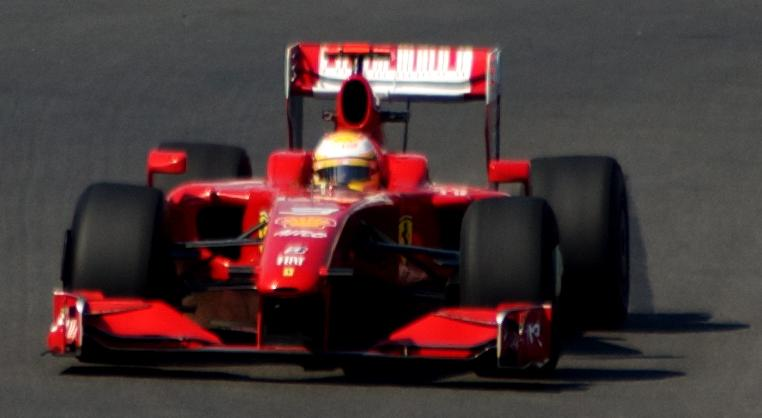
復帰戦ヨーロッパGPにてフェラーリ・F60を駆るバドエル

- 金曜フリー走行で4度ピットレーンでのスピード違反を犯し、4度罰金を科せられる
- 予選では前車より1.5秒落ちの最下位
- 決勝でピットアウト時、後方に接近していたルノーからこのGPでデビューしたロマン・グロージャンを先に行かせる(通常、決勝でのピットアウトで後方車を先に行かせる行為はありえない)
- さらにピットレーン出口の白線を踏み、ドライブスルーペナルティを受ける
- レース中に2度スピンを喫する。決勝はチェッカーを受けた中では最下位・1周遅れの17位
- レース終了後の車両保管所で、フォース・インディアのエイドリアン・スーティルのマシンに追突[7]

と、散々な結果に終わってしまった。引き続きベルギーGPにも参戦したが、予選最下位、決勝も完走した中では最後尾でのゴールという結果となった。そのため、イタリアGPからはフォース・インディアから移籍したジャンカルロ・フィジケラに交代することとなった（ただしシーズン中のリザーブドライバーとしての帯同は続けた）。復帰時には、そのナイジェル・マンセル以上の苦労人ぶりを知るファン達が過剰なまでの期待を込めて復帰戦を迎えたが、その結果は惨憺たるものであった。一部のメディアは「ルカ・バドエル」に発音が似ているということで"Look How Bad You Are（お前がどれくらい酷いか見てみろ）"と揶揄した。
この2009年まではリザーブドライバーでもあったが、2010年からはその役はフィジケラに交代となった。これは代役出場の結果によるものではなく、リザーブドライバーでなくなることは2009年シーズン開幕前には既に決定しており、本人にも告げられていた。
2010年のシーズン終了でチームを去ることを発表し、12月8日のボローニャモーターショーにおいてフェラーリ・F60でデモ走行を披露した。翌2011年1月14日にフェラーリとドゥカティが合同開催する「Wrooom」においてF60で氷上デモ走行を行い、これがフェラーリドライバーとして最後の走行となった。チーム在籍14年は、フェラーリ歴代ドライバーの中で最長記録となった。

## エピソード
- 1999年のヨーロッパGPでは、荒れたレースをしぶとく走り終盤4位に浮上したが、マシントラブルでリタイアとなった。F1での入賞経験が無かったバドエルは、コースサイドに止まったマシンのサイドポンツーンにもたれかかり、人目もはばからず悔し涙を流した[12]。この時、コースマーシャルが「次があるさ」と声をかけたがバドエルは「俺には次がないんだ」と返した。ヨーロッパGP後の残り2戦もリタイアに終わり結局バドエルはポイントを獲得することは出来ず、このあと10年間フェラーリでテストドライバーに専念することになった。
- バドエルがF1でドライブしたチームは長年テストドライバーを務めたフェラーリも含めてすべてイタリア拠点のチームだった。
- サッカーセリエAのユヴェントスFCの熱烈ファンである[13]。
- ミハエル・シューマッハがスキー事故で重い後遺症を背負いながら療養生活を送っている中、彼の妻・コリーナから定期的な面会を許されている数少ない人物の一人である。バドエルは「家族は周囲に秘密を保つ事を望んでいて、僕はご家族の意志を完全に尊重している。ご家族はマイケルのためにできる事すべてをしているんだ」と語っている[14]。

## オリンピック
2006年にバドエルは、同郷ドライバーであるヤルノ・トゥルーリ、アレッサンドロ・ザナルディとともに第20回冬季オリンピックであるトリノオリンピックの聖火ランナーを務めている。また、開会式では赤いヘルメットを被ってフェラーリのF1マシンであるF2005に乗り込み、ドーナツターンを披露した。

## 記録
- 入賞経験の無いドライバーの中では最多の決勝出走数である。ただしバドエルが主に出走していた1990年代はポイントが与えられたのは6位までであり、2010年の新ポイントシステム導入以後のドライバーと比較する事は出来ない。最高成績は1993年サンマリノGPの7位。
- 2009年に10年ぶりの復帰(1999年日本GP - 2009年ヨーロッパGP)を果たしたが、このブランクの長さはヤン・ラマース(1982年フランスGP〜1992年日本GP)に次ぐ記録。

## レース成績

### 国際F3000選手権
| 年     | チーム                       | シャーシ        | エンジン   | 1     | 2     | 3     | 4     | 5     | 6     | 7       | 8     | 9     | 10      | 順位 | ポイント |
| ------ | ---------------------------- | --------------- | ---------- | ----- | ----- | ----- | ----- | ----- | ----- | ------- | ----- | ----- | ------- | ---- | -------- |
| 1992年 | クリプトン・エンジニアリング | レイナード・92D | コスワース | SIL 5 | PAU 6 | CAT 6 | PER 1 | HOC 1 | NÜR 1 | SPA Ret | ALB 2 | NOG 1 | MAG Ret | 1位  | 46       |

### F1
| 年     | 所属チーム             | シャシー      | 1       | 2       | 3       | 4       | 5       | 6       | 7       | 8       | 9       | 10      | 11      | 12      | 13      | 14      | 15      | 16      | 17      | WDC | ポイント |
| ------ | ---------------------- | ------------- | ------- | ------- | ------- | ------- | ------- | ------- | ------- | ------- | ------- | ------- | ------- | ------- | ------- | ------- | ------- | ------- | ------- | --- | -------- |
| 1993年 | スクーデリア・イタリア | ローラ T93/30 | RSA Ret | BRA 12  | EUR DNQ | SMR 7   | ESP Ret | MON DNQ | CAN 15  | FRA Ret | GBR Ret | GER Ret | HUN Ret | BEL 13  | ITA 10  | POR 14  | JPN     | AUS     |         | NC  | 0        |
| 1995年 | ミナルディ             | M195          | BRA Ret | ARG DNS | SMR 14  | ESP Ret | MON Ret | CAN 8   | FRA 13  | GBR 10  | GER Ret | HUN 8   | BEL Ret | ITA Ret | POR 14  | EUR 11  | PAC 15  | JPN 9   | AUS DNS | NC  | 0        |
| 1996年 | フォルティ             | FG01B         | AUS DNQ | BRA 11  | ARG Ret | EUR DNQ |         |         |         |         |         |         |         |         |         |         |         |         |         | NC  | 0        |
| 1996年 | フォルティ             | FG03          |         |         |         |         | SMR 10  | CAN Ret | ESP DNQ | CAN Ret | FRA Ret | GBR DNQ | GER     | HUN     | BEL     | ITA     | POR     | JPN     |         | NC  | 0        |
| 1999年 | ミナルディ             | M01           | AUS Ret | BRA     | SMR 8   | MON Ret | ESP Ret | CAN 10  | FRA 10  | GBR Ret | AUT 13  | GER 10  | HUN 14  | BEL Ret | ITA Ret | EUR Ret | MAL Ret | JPN Ret |         | NC  | 0        |
| 2009年 | フェラーリ             | F60           | AUS     | MAL     | CHN     | BHR     | ESP     | MON     | TUR     | GBR     | GER     | HUN     | EUR 17  | BEL 14  | ITA     | SIN     | JPN     | BRA     | ABU     | NC  | 0        |

- 太字はポールポジション、斜字はファステストラップ (key)。